# Another Part of Me
Another Part of Me este un cântec compusă de Michael Jackson în anul 1987 pentru filmul ”Căpitanul EO”, rolul principal fiind jucat de către Michael. Melodia face parte de pe albumul ”Bad”.
1. 1 2  ISWC-Net, accesat în 12 iulie 2021